# Ducado de Antioquía
El ducado de Antioquía fue un territorio bizantino gobernado por un duque (dux) designado por y bajo la autoridad del emperador. Fue fundada en 969 tras la reconquista de Antioquía por las tropas imperiales y existió hasta diciembre de 1084, cuando Suleyman I (r. 1077-1086), Sultán de Rum, conquistó la capital ducal.

## Historia
El ducado de Antioquía fue creado en octubre de 969, poco después de la reconquista de Antioquía por las tropas imperiales, y su primer duque fue Eustacio Maleino, nombrado por el emperador Nicéforo II Focas (r. 963-969), quien ejerció el cargo hasta el año siguiente. Bajo la jurisdicción del duque estaban todos los súbditos de Cilicia y Siria al sur. Entre ellos estaba el tema de Tarso, con una fuerza de caballería, así como otros que quizás también tuvieran ejércitos compuestos por caballeros.
En 976, año de la ascensión de Basilio II (r. 976-1025), Miguel Burtzes, el reconquistador de Antioquía, fue nombrado duque. Ejerció su cargo solo unos meses, hasta que se alió con Bardas Esclero, quien se rebeló contra la autoridad de Basilio. En 989, Burtzes fue nuevamente nombrado duque, cargo que ocupó hasta 995, cuando fue destituido por continuas derrotas frente al ataque árabe, especialmente en la batalla del Orontes. El siguiente duque fue Damián Dalassenos, quien sirvió hasta el 19 de julio de 998, cuando fue derrotado y asesinado por tropas fatimíes en la batalla de Apamea.
Con la muerte de Damián, Nicéforo Urano, un general que hizo carrera contra el Primer Imperio búlgaro, fue nombrado duque de Antioquía. Junto a Basilio, realizó una serie de expediciones militares con el fin de apaciguar a la provincia, mientras ayudaba a expandir las fronteras imperiales hacia Tao. Como representante imperial, adquirió plenos poderes de mando de las tropas estacionadas en la frontera oriental y, según su sello, fue nombrado "señor del Oriente".
Después de una sucesión de duques poco conocidos, el siguiente titular destacado fue Constantino Dalassenos (duque de Antioquía), hijo de Damián Dalasseno, quien ocupó el cargo entre 1024-1025. En 1055, Catacalo Cecaumeno fue nombrado para el cargo, y más tarde fue Niceforitzes (1061-1063), el futuro ministro del emperador Miguel VII Ducas (r. 1071-1078). En 1071, después de la decisiva batalla de Manzikert contra los turcos selyúcidas, Juan Tarcaniota fue nombrado nuevo gobernador local. Durante los siguientes siete años, Antioquía experimentó una serie de levantamientos populares, solo controlados por Isaac Comneno.
Paralelamente a los problemas de Antioquía, Filareto Brajamio se rebeló contra la autoridad imperial y asumió el título de emperador con la muerte de Romano IV Diogenes (r. 1068-1071), que había sido derrotado en Manzikert por los selyúcidas. En 1078, Nicéforo III Botaniates (r. 1078-1081), cede a Filareto el oficio de duque a cambio de renunciar al reclamo imperial. Fue el último duque de Antioquía, ocupando el cargo hasta diciembre de 1084, cuando Suleyman I (r. 1077-1086), del Sultanato de Rum, conquistó la capital ducal.

## Lista de gobernantes conocidos
| Nombre                | Mandato                     | Designado por           | Notas                       | Refs               |
| --------------------- | --------------------------- | ----------------------- | --------------------------- | ------------------ |
| Eustacio Maleino      | 969                         | Nicéforo II Focas       |                             | [ 3 ]              |
| Miguel Burtzes        | 970                         | Juan I Tzimisces        |                             | [ 16 ]             |
| Miguel Burtzes        | 976                         | Basilio II              |                             | [ 16 ]             |
| Culeibe               | 977                         | Basilio II              |                             | [ 16 ]             |
| Ubeidalá              | 977-después de 978          | Basilio II              |                             | [ 16 ]             |
| León Meliseno         | 985/986                     | Basilio II              |                             | [ 16 ]             |
| Bardas Focas          | 986-987                     | Basilio II              |                             | [ 16 ]             |
| León Focas            | 987-989                     | Basilio II              |                             | [ 16 ]             |
| ¿Romano Esclero?      | ¿990-991?                   | Basilio II              |                             | [ 16 ]             |
| Miguel Burtzes        | 989-995                     | Basilio II              |                             | [ 16 ]             |
| Damián Dalaseno       | 995-998                     | Basilio II              |                             | [ 16 ] [ 5 ] [ 6 ] |
| Nicéforo Urano        | 998-1007/1011               | Basilio II              |                             | [ 8 ] [ 9 ]        |
| Pancracio             | ?                           | Basilio II              |                             | [ 16 ] [ 5 ] [ 6 ] |
| Miguel Coitonita      | 1011                        | Basilio II              |                             | [ 16 ]             |
| Constantino Dalaseno  | 1024-1025                   | Basilio II              |                             | [ 16 ] [ 10 ]      |
| Miguel Espondila      | 1026-1029                   | Constantino VIII        |                             | [ 16 ]             |
| Poto Argiro           | 1029                        | Romano III Argiro       |                             | [ 16 ]             |
| Constantino Caranteno | 1029-1030                   | Romano III Argiro       |                             | [ 16 ]             |
| Nicetas de Misteia    | 1030-1032                   | Romano III Argiro       |                             | [ 16 ]             |
| Teofilacto Dalaseno   | 1032-1034 (?)               | Romano III Argiro       |                             | [ 16 ]             |
| Nicetas               | 1034                        | Miguel IV el Paflagonio |                             | [ 16 ]             |
| León                  | Después 1037                | Miguel IV el Paflagonio | Patricio, Antípato y Vestes | [ 16 ]             |
| Constantino           | 1037/1038                   | Miguel IV el Paflagonio |                             | [ 16 ]             |
| Basilio Pediadita     | Antes de 1041               | Miguel IV el Paflagonio |                             | [ 16 ]             |
| Esteban               | Años 1040                   | ¿?                      | Vestarca                    | [ 16 ]             |
| Gregorio              | Anos 1040                   | ?                       | Vestarca                    | [ 16 ]             |
| Miguel Iasita         | Anos 1040                   |                         |                             | [ 17 ]             |
| Miguel Contostefano   | ¿Años 1050?                 |                         |                             | [ 17 ]             |
| Constantino Burtzes   | Antes de 1053               | Constantino IX Monómaco |                             | [ 17 ]             |
| Romano Esclero        | 1054                        | Constantino IX Monómaco |                             | [ 17 ]             |
| ¿?                    | 1054-1055                   | Constantino IX Monómaco | Proedro                     | [ 17 ]             |
| Catacalo Cecaumeno    | Antes de septiembre de 1056 | Teodora Porfirogéneta   |                             | [ 17 ]             |
| Miguel Urano          | 1056 - verano de 1057       | Miguel VI               |                             | [ 17 ]             |
| Romano Esclero        | ¿1057-1058?                 | Isaac I Comneno         |                             | [ 17 ]             |
| Adriano Dalaseno      | 1059                        | Isaac I Comneno         |                             | [ 18 ]             |
| Nicéforo Botaniates   | ¿Antes de 1062?             | Constantino X Ducas     |                             | [ 18 ]             |
| Nicéforitzes          | 1062-1063                   | Constantino X Ducas     |                             | [ 18 ]             |
| Pictis                | 1065                        | Constantino X Ducas     |                             | [ 18 ]             |
| Juan                  | ¿Reinado de Constantino X?  | Constantino X Ducas     |                             | [ 18 ]             |
| Niceforitzes          | 1067                        | Constantino X Ducas     |                             | [ 18 ]             |
| Nicéforo Botaniates   | 1067-1068                   | Miguel VII Ducas        |                             | [ 18 ]             |
| Pedro Libelísio       | 1068-1069                   | Miguel VII Ducas        |                             | [ 18 ]             |
| Jachatur              | Entre 1068-1072             | Romano IV Diógenes      |                             | [ 18 ]             |
| José Tarcaniota       | 1072-1074                   | Miguel VII Ducas        |                             | [ 18 ]             |
| Catacalo Tarcaniota   | 1074                        | Miguel VII Ducas        | Curopalata y catapán        | [ 19 ] [ 13 ]      |
| Isaac Comneno         | 1074-1078                   | Miguel VII Ducas        |                             | [ 18 ]             |
| Miguel Mauricas       | c. 1078                     | Miguel VII Ducas        |                             | [ 18 ]             |
| Vasacio Palavuni      | 1078                        | Miguel VII Ducas        |                             | [ 18 ]             |
| Filareto Brajamio     | 1078/1079-1084              | Nicéforo III Botaniates |                             | [ 18 ]             |